# 킹크스
킹크스(영어: The Kinks)는 1964년 북런던 머스웰 힐에서 레이, 데이브 데이비스 형제가 결성한 잉글랜드의 록 밴드다. 가장 영향력 있는 1960년대 록 밴드 중 하나로 평가된다. 영국 리듬 앤 블루스 및 머지비트의 전성기에 부상, 1965년 미국에서 순회공연이 금지당하기 전까지 브리티시 인베이전의 한 축이었다. 레이 데이비스가 쓴 세 번째 싱글 〈You Really Got Me〉가 전 세계적으로 성공, 영국 1위 미국 톱 10위를 달성했다. 1960년대 및 1970년대 초까지 연이은 히트 싱글을 배출했다. 정규 음반은 평론가의 좋은 평가를 받았으나 싱글 컴필레이션보다 덜 팔렸다. 이들의 음악은 넓은 범위의 장르에서 영향을 받았고, 리듬 앤 블루스, 영국 뮤직홀, 포크, 컨트리 등이 해당된다. 영국 문화 및 생활상을 반영하고 있다는 평판을 받았는데, 레이 데이비스의 관찰성 작곡 방식 덕분이었다. 정규 음반 《Face to Face》 (1966), 《Something Else》 (1967), 《The Kinks Are the Village Green Preservation Society》 (1968), 《Arthur》 (1969), 《Lola Versus Powerman》 (1970), 《Muswell Hillbillies》 (1971) 등은 수반되는 싱글과 함께 당대 최고로 영향력 있는 음반 가운데 하나로 간주된다.
1970년대 중반을 허송하고 1970년대 말에서 1980년대 초까지 《Sleepwalker》 (1977), 《Misfits》 (1978), 《Low Budget》 (1979), 《Give the People What They Want》 (1981), 《State of Confusion》 등의 음반을 발표, 리바이벌을 경험하게 된다. 또 반 헤일런, 더 잼, 더 낵, 더 프리텐더스, 더 폴 등의 그룹에 의해 곡이 커버되어, 킹크스의 음반 판매에 활기를 불어넣는다. 블러, 오아시스 같은 1990년대 브릿팝 아티스트는 킹크스가 심대한 영향을 준 밴드라고 밝혔다. 1996년 킹크스는 최후의 음반 여럿의 상업적 실패 및 데이비스 형제의 창조적 반목으로 해산했다.
레이 데이비스 (리드 보컬, 리듬 기타), 데이브 데이비스 (리드 기타, 보컬)는 밴드에서 32년간 일원으로서 재적했다. 가장 오래 활동한 멤버 믹 애보리 (드럼, 타악기)는 1984년 어전트의 전 멤버 밥 헨릿으로 교체되었다. 원 베이스 기타리스트 피트 콰이프는 1969년 존 댈튼으로 교체, 댈튼은 또 1979년 짐 로드포드로 대체되었다. 세션 키보드리스트 닉 홉킨스은 1960년대 중후반에 스튜디오에 참석, 밴드의 많은 음원에서 참여했다. 1969년 밴드는 키보드리스트 존 고슬링의 합류 이후 공식적으로 5인조 밴드가 되었으며 1979년 그의 자리는 이언 깁슨이 대체하였고 그는 1996년 해산까지 밴드에 재적했다.
킹크스는 미국 《빌보드》 차트 톱 10 싱글을 5장 보유하고 있다. 그들의 음반 가운데 9장은 톱 40위까지 올랐다. 영국에서 킹크스는 톱 20 싱글 17장, 톱 10 음반 5장을 보유하고 있다. 현재 그들의 음반 중 네 장이 RIAA에서 골드 인증을 받은 상태이며 전 세계적으로 5,000만 장 이상의 음반을 팔았다. 여러 수상 실적 가운데 대표적으로 아이버 노벨로 "영국 음악에 대한 우수한 공헌"이 있다. 1990년, 킹크스의 초대 멤버 네 명은 로큰롤 명예의 전당에 헌액, 2005년 영국 음악 명예의 전당에 헌액되었다.

## 디스코그래피
- Kinks (1964)
- Kinda Kinks (1965)
- The Kink Kontroversy (1965)
- Face to Face (1966)
- Something Else by the Kinks (1967)
- The Kinks Are the Village Green Preservation Society (1968)
- Arthur (Or the Decline and Fall of the British Empire) (1969)
- Lola Versus Powerman and the Moneygoround, Part One (1970)
- Percy (1971)
- Muswell Hillbillies (1971)
- Everybody's in Show-Biz (1972)
- Preservation Act 1 (1973)
- Preservation Act 2 (1974)
- Soap Opera (1975)
- Schoolboys in Disgrace (1975)
- Sleepwalker (1977)
- Misfits (1978)
- Low Budget (1979)
- Give the People What They Want (1981)
- State of Confusion (1983)
- Word of Mouth (1984)
- Think Visual (1986)
- UK Jive (1989)
- Phobia (1993)